# La liga de los pelirrojos
La liga de los pelirrojos es uno de los 56 relatos cortos sobre Sherlock Holmes escrito por Arthur Conan Doyle. Fue publicado originalmente en The Strand Magazine en agosto de 1891, con ilustraciones de Sidney Paget, y posteriormente recogido en la colección Las aventuras de Sherlock Holmes. Conan Doyle clasificó "La liga de los pelirrojos" segundo en su lista de sus doce historias favoritas de Holmes.

## Sinopsis
En la historia que tiene lugar en 1890, un prestamista londinense llamado Wilson, un hombre con "cabellos muy rojos", visita a Holmes y Watson. Les dice que su joven empleado, Vincent Spaulding, le había enseñado un anuncio que daba trabajo a alguien con pelo rojo en algo llamado "la Liga de los Pelirrojos" y le había dicho que se presentara para hacer una entrevista. A la mañana siguiente, Wilson había esperado en una cola llena de pelirrojos, fue entrevistado y fue el único candidato contratado, porque ninguno de los demás candidatos tenía un pelo tan rojo como el de Wilson. Le pagaban bien, cuatro libras a la semana, solamente por copiar la Enciclopedia Británica en una oficina solitaria, pero una mañana sin previo aviso apareció un cartel en la puerta cerrada de la oficina que rezaba "Ha quedado disuelta la Liga de los Pelirrojos". Entonces Wilson fue al dueño de la casa, quien dijo que nunca había oído hablar de la Liga de los Pelirrojos, ni de Duncan Ross, la persona que representaba allí a la liga y actuaba como jefe de Wilson. Pero el dueño recordaba el aspecto del señor Ross y le dio una dirección que llevó a Wilson a una fábrica de rodilleras artificiales. 
Él acaba la historia señalando lo frustrado que estaba por perder las cuatro libras semanales. Holmes y Watson se ríen un poco por lo ridícula que es la situación, pero Holmes asegura que para el lunes el caso estaría resuelto. Después de que el cliente de Holmes, Wilson, se va (habiéndole dado primero al detective una descripción de Spaulding), Holmes decide ir a ver a Spaulding, a quien Holmes se fija que tiene las rodillas de los pantalones sucias. Entonces Holmes, con una idea en la cabeza, da golpecitos en el suelo de la acera en frente del local del prestamista. Con el caso resuelto, se va a escuchar a Sarasate, que toca en Londres; y acto seguido, llama al inspector Jones, de Scotland Yard, y al señor Merryweather, un banquero.
Los cuatro (Holmes, Watson, Jones y Merryweather) hacen frente a los ladrones, John Clay y su ayudante William Morris (ellos eran Spaulding y Ross disfrazados), que habían contribuido al lío de la Liga de los Pelirrojos solamente para mantener a Wilson fuera de su tienda mientras ellos excavaban en el sótano para desvalijar la cámara del banco de al lado.

## Análisis
Las fechas que aparecen en el relato no concuerda con el paso del tiempo relatado según los personajes. La fecha que Wilson ve en el anuncio es el 27 de abril de 1890 y había estado trabajando durante ocho semanas (aproximadamente 2 meses) en copiar a mano la Enciclopedia Británica. Él va a ver a Sherlock Holmes y le enseña el anuncio, cuando el doctor Watson lo lee y pone "hace dos meses". Por lo tanto, esto pasó a finales de junio. Aun así la fecha que ponía en el cartel que decía que la Liga se había disuelto era el 9 de octubre de 1890, seis meses después de que el anuncio fuese puesto. Las dos fechas previas eran coherentes y ésta no lo es.